# Usine de moteurs d'avions Dodge-Chicago
L’usine de moteurs d'avions Dodge-Chicago était une importante usine de constructions mécaniques, située à Chicago (Illinois), aux États-Unis. D'abord exploitée par la division Dodge de la firme Chrysler, cette usine fabriqua des moteurs d'avions pendant la Seconde Guerre mondiale puis dans les années 1950-1959.

## Chronologie
- 1942 , janvier : Décision de construire une usine de moteurs pour le B-29, confiée à la division Dodge de Chrysler Corporation.
- 1942 , juin : Début de la construction de l'usine.
- 1943 , novembre : Fin des travaux.
- 1944 , janvier : Les premiers moteurs sortent de l'usine.
- 1945 , septembre : Arrêt de la production.
- 1947 : L'industriel Preston Tucker loue l'usine, propriété de l'État fédéral.
- 1949 : Faillite de Preston Tucker, fermeture de l'usine.
- 1950 : La Ford Motor Company commence la fabrication de moteurs d'avion.
- 1959 : Arrêt de la production de moteurs d'avion.
- 1961 : Début de la reconversion du site.

## Origines de Dodge-Chicago

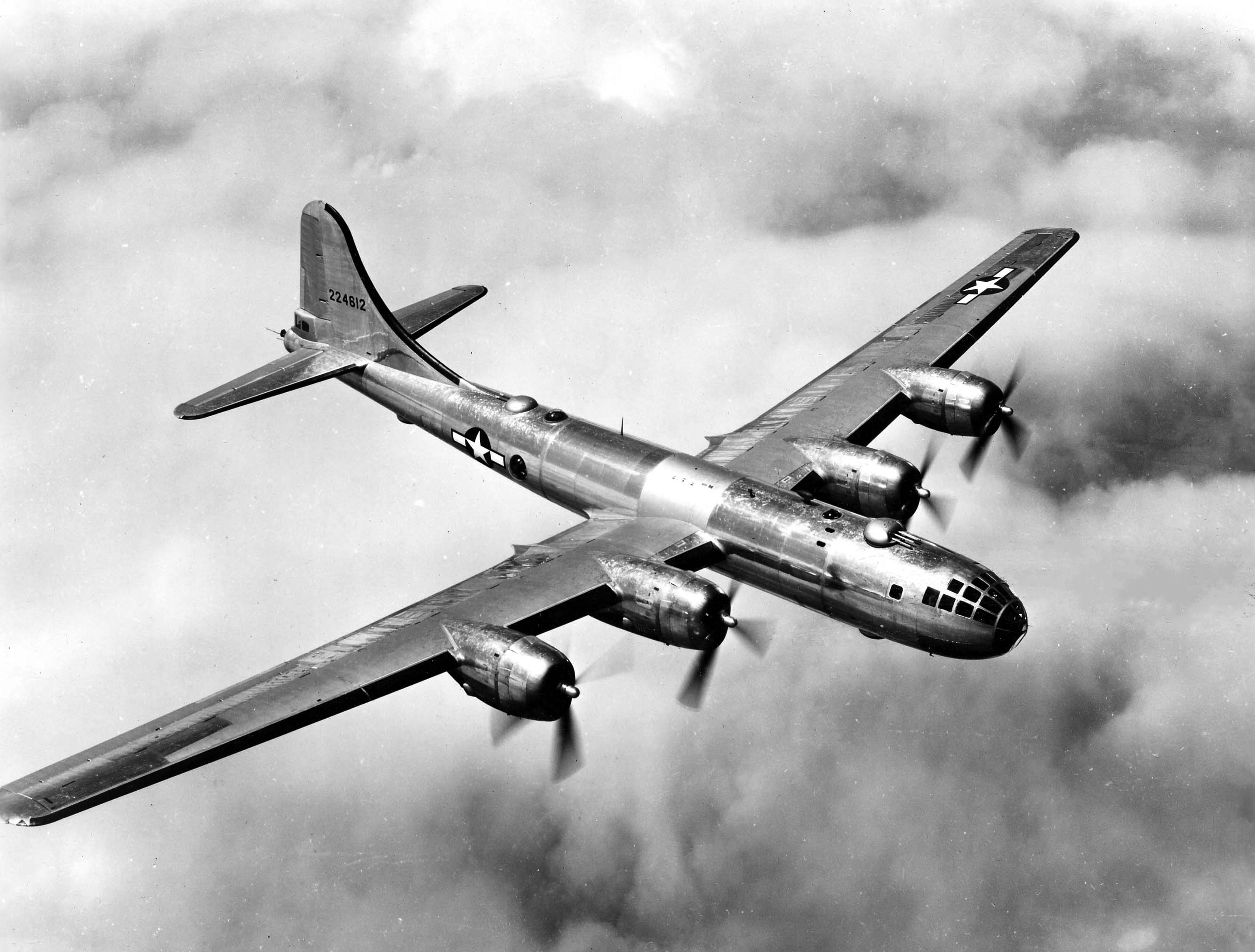
Le bombardier Boeing B-29 Superfortress équipé de moteurs Wright-Cyclone R-3350-57

Après l'attaque de Pearl Harbor, l'USAAF augmenta ses commandes de B-29, un bombardier lourd qui n'était encore qu'au stade de projet. Très vite, il apparut aux planificateurs militaires qu'une nouvelle usine de moteurs Wright serait nécessaire pour cette production à grande échelle de B-29. La firme Chrysler fut chargée de cette fabrication, qui devait démarrer en mars 1943 et monter ensuite en cadence pour atteindre un rythme de 1 000 moteurs par mois en janvier 1944.
En janvier 1942, le moteur, un Wright Cyclone Model 23 à 18 cylindres, en était encore au stade des premiers essais et la cellule du premier B-29 ne devait être terminée à Seattle, chez Boeing, que neuf mois plus tard. Une équipe de la filiale Dodge de Chrysler fut chargée du projet, qui prit le nom de « Dodge-Chicago ». C'est en effet la ville de Chicago qui, en quelques jours, fut choisie pour accueillir l'usine.

## La construction de l'usine
Le site choisi s'étendait sur 175 hectares de terrains marécageux en limite sud-ouest de la ville de Chicago ; il était bordé par Cicero Avenue à l'ouest, Pulaski Road à l'est, des voies ferrées au nord et la future 77e rue au sud.
L'architecte Albert Kahn et les ingénieurs de Chrysler choisirent une technique originale de béton renforcé pour économiser l'acier, un matériau dont on manquait à l'époque. Cette technique permit aussi d'accélérer les travaux.
Le chantier de construction, confié à la George A. Fuller Company, de New York, débuta en juin 1942 et progressa rapidement. Environ 17 000 ouvriers travaillaient par roulement sur le chantier, neuf heures par jour, six jours par semaine. En mars 1943, 16 bâtiments sur 19 étaient terminés. Ils commencèrent à recevoir les 9 000 machines et l'outillage de l'usine, ce qui fut achevé le 20 novembre 1943.
La superficie totale des bâtiments était de 585 000 m2. Le bâtiment no 4, qui couvrait 331 000 m2, était probablement le plus vaste bâtiment industriel du monde à l'époque. Une partie de ce bâtiment était climatisée pour garantir la qualité des opérations d'usinage et d'assemblage des moteurs.

## La production des moteurs

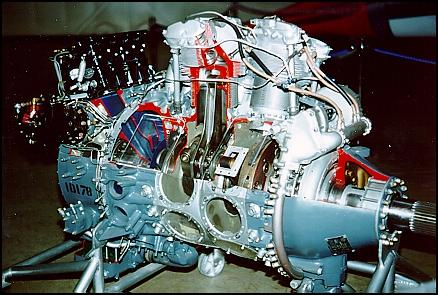
Le moteur Wright Cyclone R-3350-57 de 2500 ch construit à l'usine Dodge-Chicago en 1944-1945.

La production démarra en janvier 1944 : 60 moteurs furent terminés ce mois-là. Au cours des mois suivants, la montée en puissance fut plus rapide que prévu : en juin 1944, on produisit 344 moteurs au lieu des 225 prévus, en octobre 957 au lieu de 850. Alors que l'usine avait été conçue pour une production de 750 moteurs par mois, l'Army Air Force planifia une production mensuelle de 1 600 moteurs en mai 1945 et 2 200 un an plus tard. Le record mensuel fut de 1 697 moteurs en juillet 1945. La production cumulée atteignit 5 000 à la fin de 1944, le 15 juillet 1945 on dépassait 16 000 et la production totale atteignit 18 413 moteurs le jour de la capitulation du Japon, qui marqua aussi l'arrêt de la fabrication.
Durant ces deux années de fabrication, des milliers de modifications furent apportées au moteur, notamment pour améliorer le refroidissement. Dodge avait confié ces travaux à 120 ingénieurs. Parallèlement le coût de production unitaire des moteurs fut réduit de moitié dans le cours des deux années de production.
L'effectif de l'usine Dodge-Chicago suivit la croissance de la production. Dix mille personnes y travaillaient en août 1943 ; à la fin de l'année, le personnel comptait 19 245 salariés et 31 828 à la fin de l'année 1944. L'effectif de l'usine culmina en février 1945 avec 33 245 travailleurs. Les ouvriers qualifiés étaient difficiles à trouver et les départs étaient nombreux. Ainsi l'usine embaucha 23 404 personnes entre le 1er novembre 1943 et le 30 juin 1944, mais 10 483 d'entre elles la quittèrent durant la même période, pour le service militaire ou pour d'autres raisons. C'est pourquoi Dodge-Chicago, comme de nombreuses usines travaillant pour la Défense, comptait environ 35 pour cent de femmes et 20 pour cent d'Afro-Américains.
L'usine devant cesser ses activités à la fin de la guerre, la direction de Chrysler se préoccupait surtout de l'avenir des usines de Détroit. William Knudsen, un ancien président de General Motors, directeur de l'Office of Personnel Management (OPM) et premier civil à devenir général dans l'armée, résuma ainsi les problèmes de Dodge-Chicago au milieu de 1944 : « un manque général d'organisation ou d'intérêt de la part de la direction et des cadres... mauvaises planification et surveillance ». Or, la quasi-absence d'une véritable structure d'encadrement créa les conditions permettant aux ouvriers eux-mêmes, y compris les techniciens, les cadres de niveau inférieur et les militants syndicaux de base de prendre en charge les tâches complexes de production, de prendre des décisions et de faire partager ce qu'ils apprenaient.

## La reconversion de Dodge-Chicago

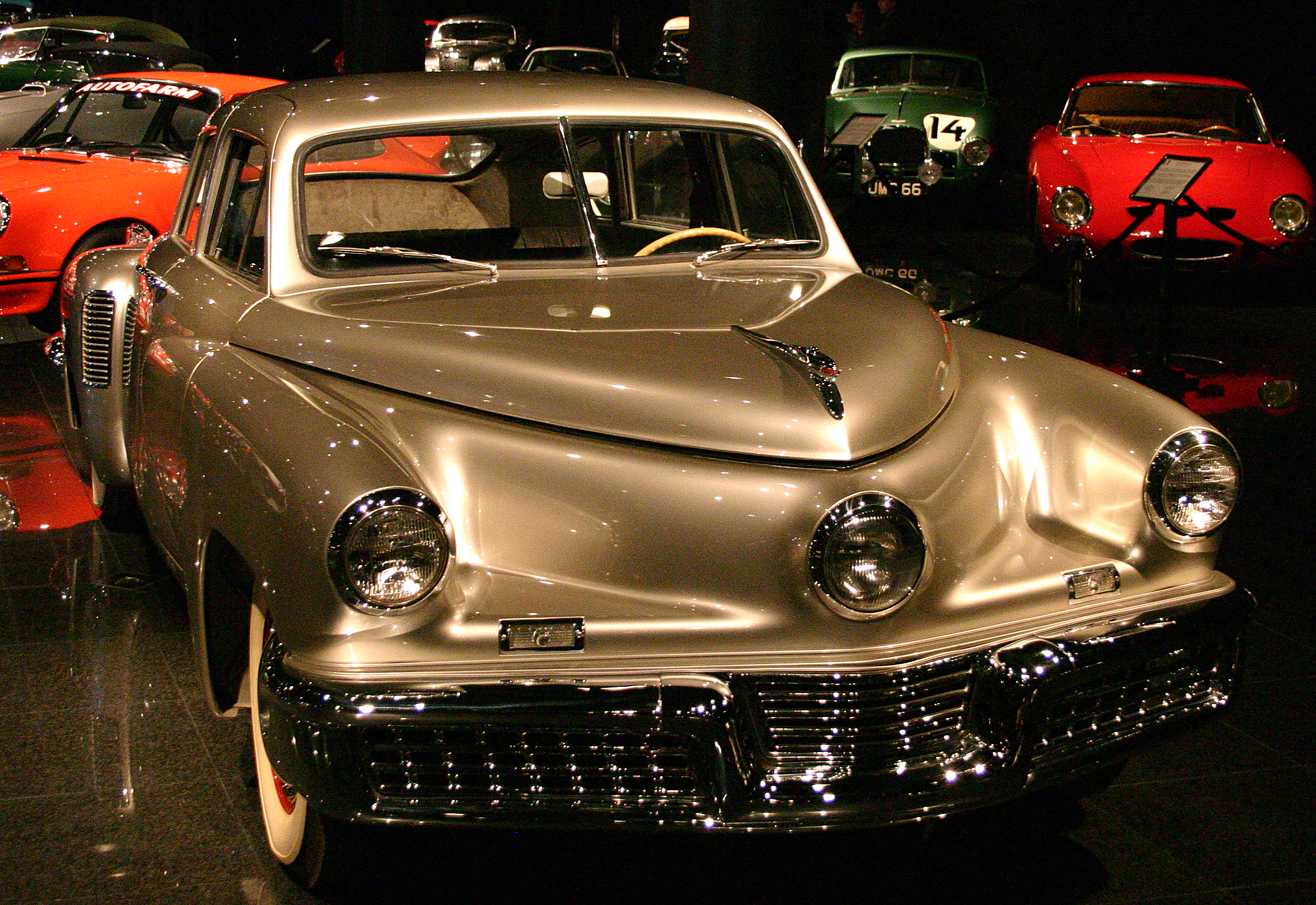
La Tucker 48 Sedan dite Torpedo au Blackhawk Auto Museum de Danville (Californie).

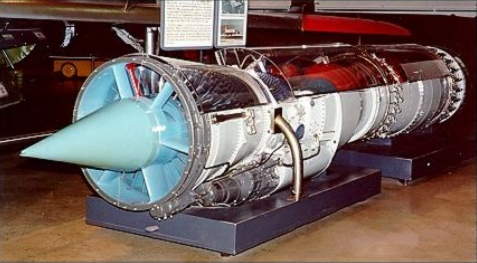
Turbo-réacteur Pratt & Whitney J57

Après la guerre, le site resta vide de décembre 1945 à février 1947. Cette usine ultra-moderne, bien équipée, avec sa cafétéria et un parking de 13 000 places, suscitait les convoitises des constructeurs automobiles.
Finalement, l'industriel Preston Tucker la loua pour y fabriquer la Tucker Torpedo, qui devait révolutionner le monde de l'automobile. Tucker engloutit 26 millions de dollars dans son projet et ne réussit à fabriquer que 51 exemplaires avant de faire faillite, le 3 mars 1949. La vie de Tucker et son rêve automobile ont été racontés par Francis Ford Coppola, dans le film Tucker: The Man and His Dream (1988).
Puis la Guerre de Corée relança la construction aéronautique. En octobre 1950, la compagnie Ford fut chargée d'y fabriquer des moteurs d'avions. Douze mille travailleurs furent employés par sa division « Aircraft Engine », d'abord à la fabrication de 3 000 moteurs à pistons Pratt & Whitney R-4360 pour le B-36. De 1953 à 1959, plus de 6 000 turbo-réacteurs Pratt & Whitney J57 furent fabriqués dans l'usine.
À partir de 1961, le site fut transformé, combinant un parc d'activités et un vaste centre commercial, connu sous le nom de Ford City Complex.
Malgré son gigantisme et l'importance de sa production, l'usine Dodge-Chicago est restée peu connue pendant et après la Seconde Guerre mondiale, sans doute parce que l'on y fabriquait des moteurs, moins spectaculaires que des avions, et parce que ses dirigeants étaient des inconnus.

## Sources
- Curtis E. LeMay et Bille Venne, Superfortress: the story of the B-29 and American Airpower, New York, McGraw Hill, 1988.